# غرام وانتقام (فلم 2015)
غرام وانتقام أو خدوش الماضي (بالفرنسية: Les Griffes du Passé) هو فيلمٌ مغربيٌ أُنتج عام 2015.

## قصة الفيلم
كريم  (أيوب اليوسفي) رجل أمن يحاول تفكيك خلايا إرهابية. يتعرض لاعتداء من أحد أفراد تلك الخلايا، فينقذه سائق تاكسي (طارق البخاري)، وينقله للمستشفى. وهناك يلتقي كريم مع الممرضة بشرى (نرجس الحلاق)، ثم يتحابان، ويتزوجا.
في المقابل يسعى العميد الطرابلسي، زميل كريم، إلى فك لغز ثلاث جرائم قتل، تمت بطريقة بتر العضو الذكري.

## إنتاج الفيلم
قصة الفيلم مستوحاة من قصتين واقعيتين. الأولى هي قصة الفتاة أمينة الفيلالي التي انتحرت لإجبارها على الزواج من مغتصبها، والثانية هي قصة انتقام فتاة من الرجال الذين اغتصبوها.

## استقبال الفيلم
لم يحقق الفيلم نجاحاً جماهيراً، أسوة بكثير من الأفلام الدرامية في المغرب، إذ لم يشاهده سوى 6,000 متفرج.